# Théodore Berthels
Théodore Berthels (Waver 1765 - 1843) was lid van het Belgisch Nationaal Congres.

## Levensloop
Theodore Berthels was arts en gaf ook les in de gemeenteschool van Nijvel.
In oktober 1830, hij was toen al 65, werd hij tot plaatsvervangend lid in het Nationaal Congres verkozen. Hij nam pas zitting op 21 mei 1831. Hij nam geen enkele keer het woord in de publieke zittingen tijdens de laatste weken van het Congres. Hij stemde voor Leopold van Saksen Coburg en aanvaardde het Verdrag der XVIII artikelen. 
Nijvel heeft een Rue Théodore Berthels.